# Campanile di Val Montanaia
Le Campanile di Val Montanaia est un sommet des Alpes, à 2 173 m, dans les Préalpes carniques, en Italie (Frioul-Vénétie Julienne).
C'est une flèche d'une beauté spectaculaire et sauvage, haute de 300 mètres avec une base de 60 mètres. Elle se découpe face au ciel au centre du Val Cimoliana, dans une position considérée unique au monde car nettement séparée des autres sommets dolomitiques constituant l'amphithéâtre environnant. Elle est le fruit de l'érosion alpine, en particulier celle produite par les glaciers qui ont conféré la forme actuelle aux vallées principales.
Dans le domaine de l'alpinisme, elle est mondialement connue. Maintenant la montée est rendue plus sûre grâce au matériel, aux techniques et aux préparations spécifiques mis au point, mais elle n'est absolument pas à sous-estimer.
Au sommet se trouve une cloche de bronze qui fut montée le 19 septembre 1926 par 22 alpinistes vénètes. Elle porte le devise gravée Audentis resonant per me loca muta triumpho.

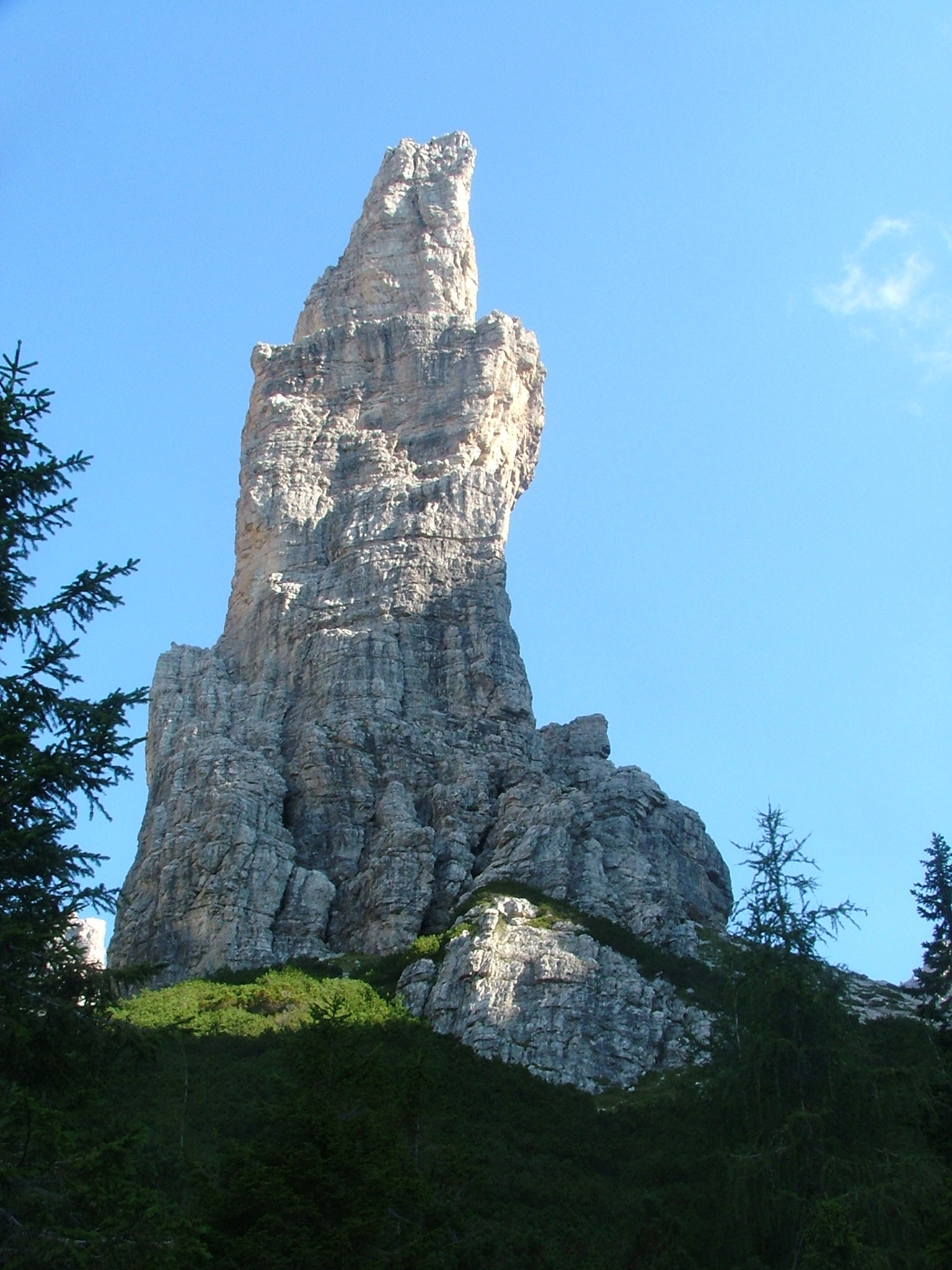
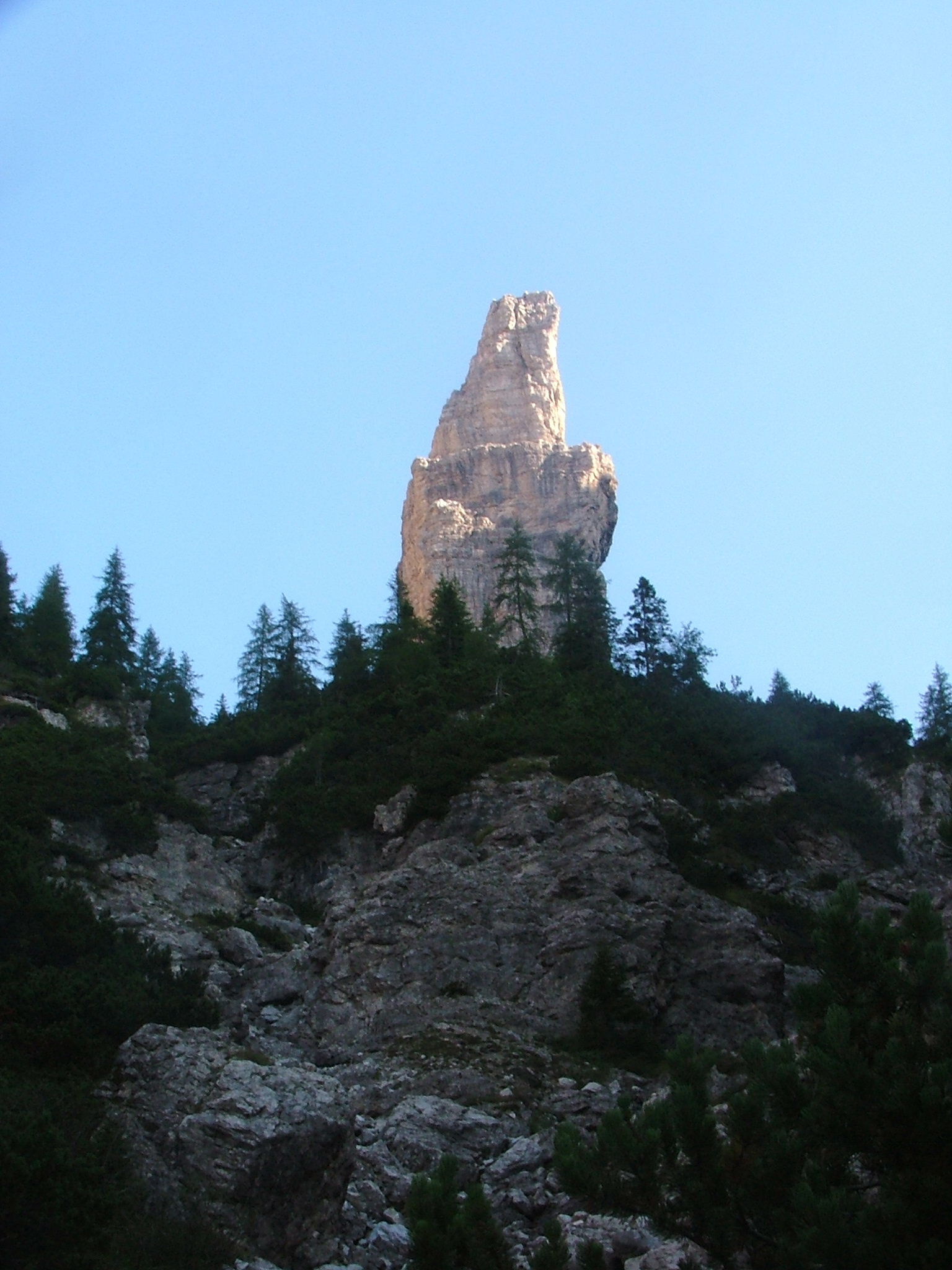
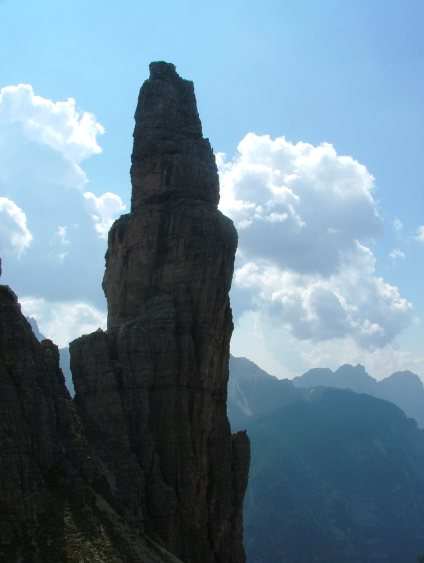